# Joanne Peeters
Joanne Peeters (Antwerpen, 9 juli 1996) is een Belgisch hockeyspeelster.

## Levensloop
Peeters werd geboren te Antwerpen, maar groeide op in Keulen.. Aldaar was ze actief bij Rot Weiss Köln. In 2016 maakte ze de overstap naar Waterloo Ducks. Na een seizoen keerde ze echter terug naar Keulen om in 2018 wederom aan te sluiten bij Waterloo Ducks. In 2022 ging ze aan de slag bij het Australische HC Melbourne. Het daarop volgende seizoen ging ze aan de slag bij Camberwell HC.
Daarnaast was ze actief bij het Belgisch hockeyteam. Met de Red Panthers nam ze onder meer deel aan de Europese kampioenschappen van 2015 en 2017, alsook aan het wereldkampioenschap van 2018. Met de nationale equipe behaalde ze op het EK van 2017 zilver.